# Luis Caballero
Luis Caballero (Asunción, 17 settembre 1962 – Asunción, 6 maggio 2005) è stato un calciatore paraguaiano, di ruolo difensore.

## Carriera
Con la Nazionale paraguaiana ha partecipato al campionato del mondo 1986.